# Baron Raimund von Stillfried
Raimund von Stillfried, également connu sous le nom de baron Raimund von Stillfried-Rathenitz, né le 6 août 1839 et mort le 12 août 1911, est un photographe autrichien.

## Biographie
Après avoir abandonné sa carrière de militaire, Stillfried déménagea à Yokohama et créa le studio photographique Stillfried & Co, qui fut actif jusqu'en 1875. Cette année-là, il s'associa avec Hermann Andersen et le studio fut renommé Stillfried & Andersen, studio ouvert jusqu'en 1885. En 1877, les associés rachetèrent le studio et le fonds de Felice Beato.
À la fin des années 1870, Stillfried voyagea en Dalmatie, Bosnie et Grèce, d'où il rapporta des travaux photographiques. Outre ses entreprises photographiques, Stillfried forma de nombreux photographes japonais. En 1886, il vendit la plupart de ses réserves à son fils spirituel le photographe japonais Kusakabe Kinbei puis quitta le Japon.

## Collections publiques
- Metropolitan museum of art, New York, États-Unis.
- Société de géographie, Paris, France.

## Expositions
- 2005 : Sydney, Melbourne, Bâle.

Œuvres de Raimund von Stillfried
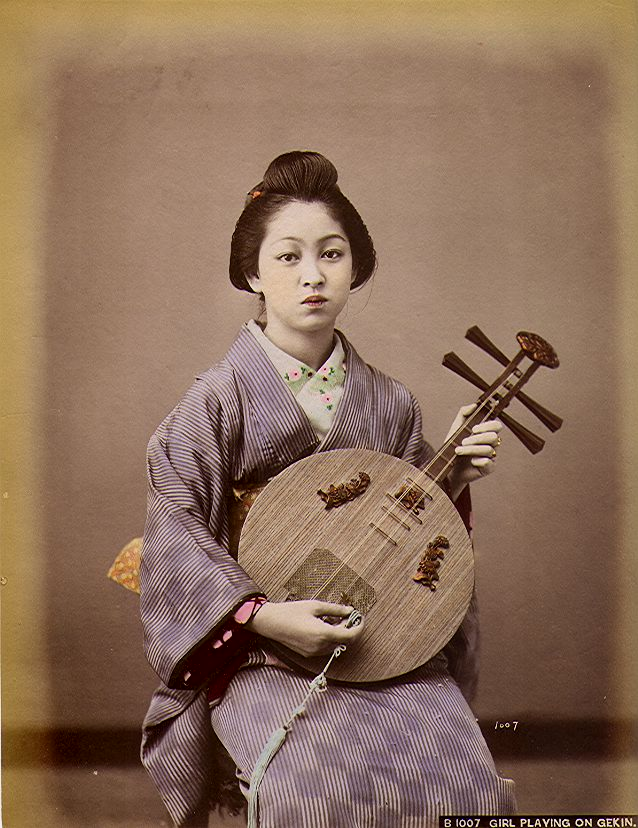
Jeune fille jouant du gekin.
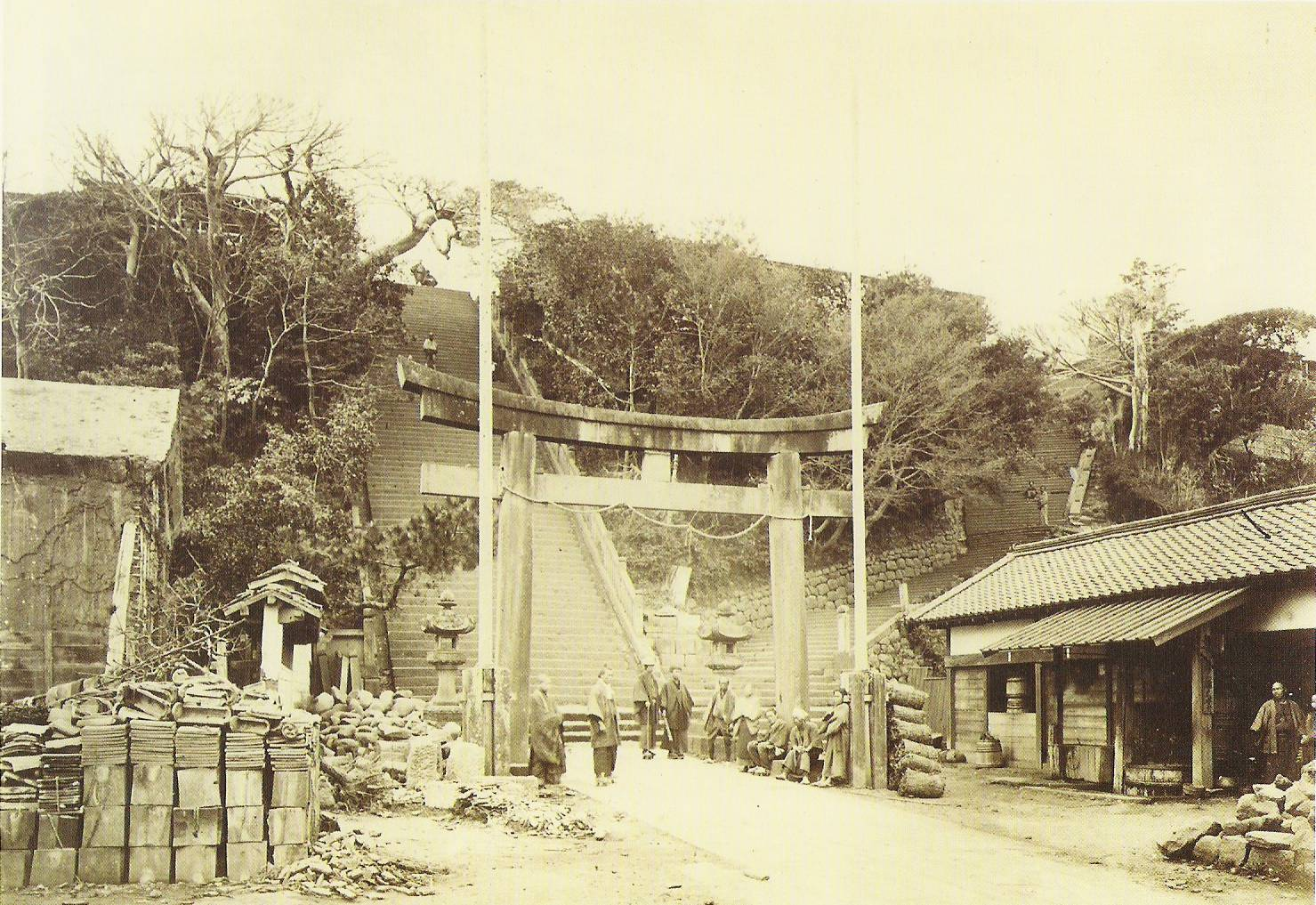
Torii à Tokyo en 1872.
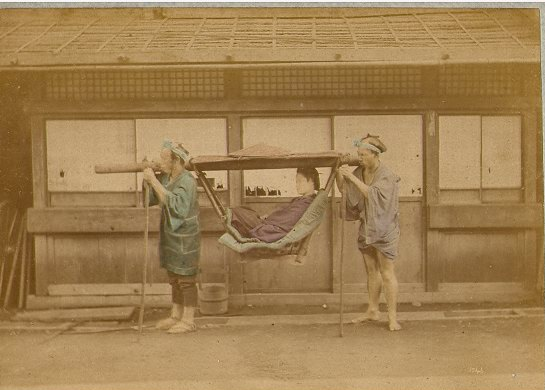
Femme portée en Kago.
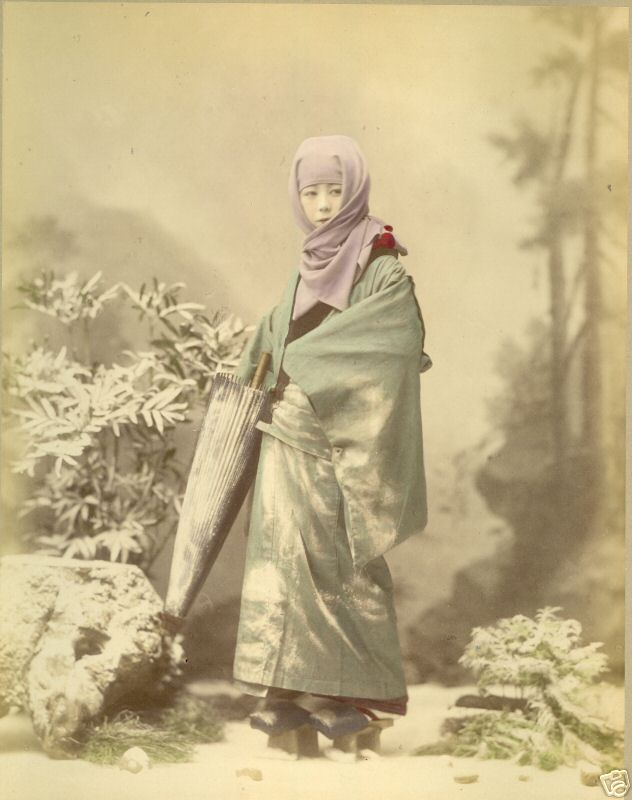
Geisha en habit hivernal.
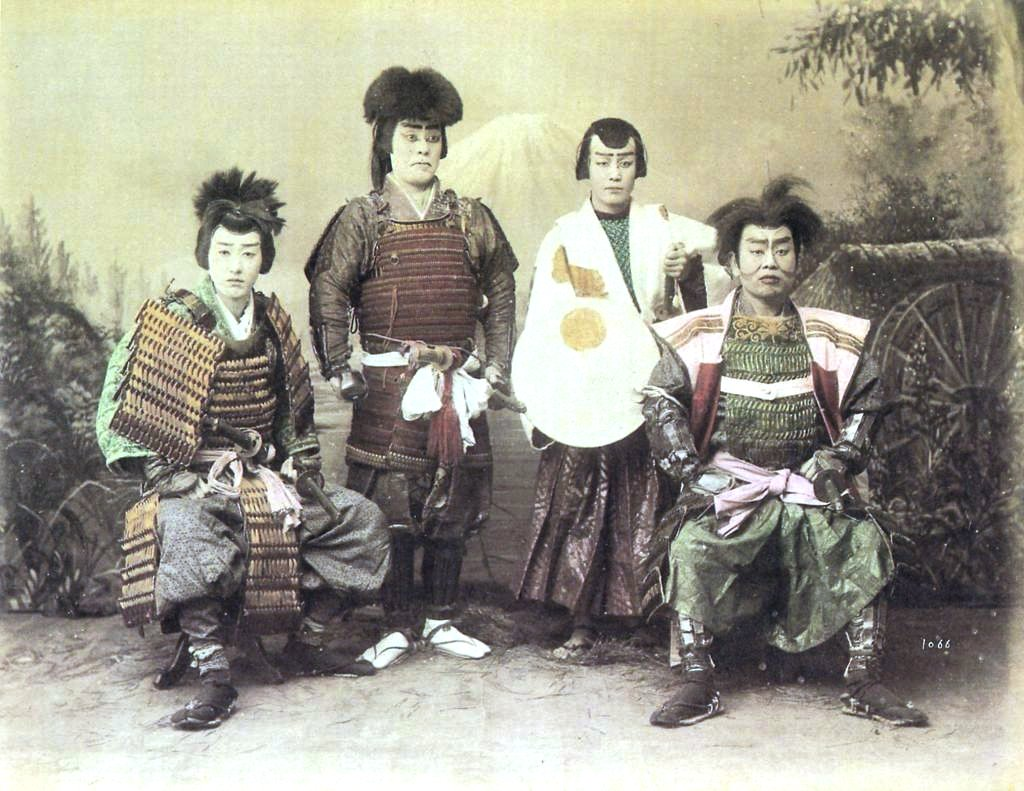
Acteurs de Kabuki habillés en samouraïs.
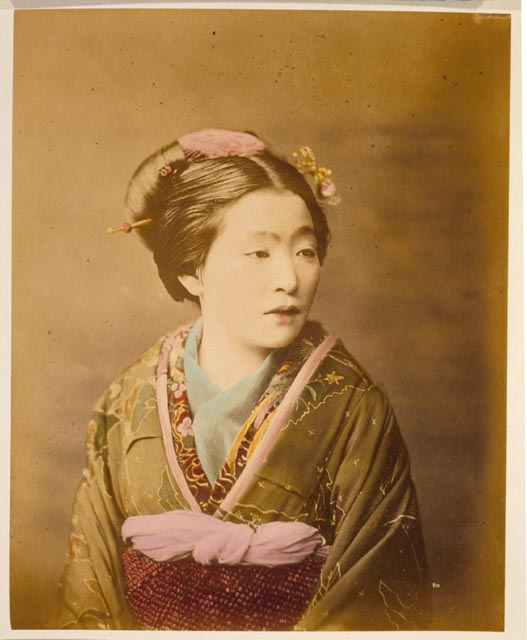
Femme en kimono.

## Source de la traduction
- (en) Cet article est partiellement ou en totalité issu de l’article de Wikipédia en anglais intitulé « Baron Raimund von Stillfried » (voir la liste des auteurs).